# King William’s War

Militäroperationen während des King William’s War in Nordamerika

King William’s War (1689–1697), der erste der Franzosen- und Indianerkriege, war der nordamerikanische Schauplatz im Pfälzer Erbfolgekrieg (1688–1697), der vor allem in Europa zwischen den Armeen Frankreichs unter Ludwig XIV. und einer Allianz europäischer Mächte einschließlich Englands ausgetragen wurde.
King William’s War begann, als sich König Wilhelm III. der Liga von Augsburg gegen Frankreich anschloss. Frankreich und seine indianischen Verbündeten (Abenaki) griffen britische Grenzsiedlungen an. Die Briten konnten Québec nicht erobern. Der Frieden von Rijswijk beendete 1697 den Krieg, aber der Frieden hielt nicht lange. Schon kurz darauf waren die Kolonien in den nächsten der Franzosen- und Indianerkriege verwickelt, Queen Anne’s War (1702–1713).